# 固阳组
固阳组是位于中国内蒙古固阳县一带的下白垩世地层，1957年由华北地质局201队命名。该地层以灰、灰黑色泥岩、页岩以及黄灰、灰绿色砂岩、粉砂岩（中上部），灰白、黄褐色砾岩、砂砾岩、砂岩（下部）为主，间夹少量红色砂泥岩（顶部），泥灰岩与少量石膏、煤层（中上部），暗紫色泥岩（下部）等。